# François I. de Luxembourg
François I. de Luxembourg (* vor 1445; † nach 1511) war Vicomte de Martigues et de Machault, Gouverneur und Großseneschall der Provence, sowie Ritter des Halsband-Ordens.

## Biographie
François I. de Luxembourg ist der Sohn von Thibaut de Luxembourg, Comte de Brienne (Haus Luxemburg-Ligny), und Philippote de Melun, Tochter von Jean IV. de Melun, Burggraf von Gent (Haus Melun). 1491 bis 1493 war er Gouverneur und Großseneschall der Provence.
Aufgrund seiner Ehe mit Luise von Savoyen (* 1467; † 1. Mai 1530) erhielt François Lehen im Genevois, Waadtland und Chablais: die Einnahmen aus der Wegzoll von Nyon, die Herrschaft Belmont (Yverdon), die Burgen von Ternier (an der Straße von Genf nach Chambéry), sowie ab 1497 die Burgen La Tour-de-Peilz, Vevey, Monthey und Évian. 1501 wurde sein Anfrage, die Burg Faverges und die Rechte an der zugehörigen Herrschaft von Herzog Philibert II. von Savoyen zu erwerben, vom herzoglichen Rechnungshof abgelehnt. Die Transaktion geschah dann fünf Jahre später mit dem Herzog Karl III. von Savoyen. 1514 ging die Herrschaft an Philipp von Savoyen-Nemours über.

## Ehe und Familie
François de Luxembourg heiratete 1487 Louise de Savoie (1467–1522), Marquise de Baugé, Dame d’Évian, Tochter von Janus von Savoyen, Graf von Faucigny und Genf, Enkelin des Herzogs Ludwig von Savoyen. Sie war zuvor mit ihrem Vetter, dem Herzog Karl I. von Savoyen verlobt gewesen, dann mit dessen Bruder, Jakob Ludwig von Savoyen, Marquis de Gex. Ihre Kinder sind:
- François de Luxembourg († 9. September 1509), 1502 Bischof von Saint-Pons-de-Thomières, 1507 Bischof von Le Mans
- François de Luxembourg († 1553 nach 20. Juni), Vicomte de Martigues, Seigneur d'Évian, de Festerne, de La Tour de Peilz, de Monthey, de Vevey et de Blomay.
- Gabriel, Malteserordensritter